# 헤일로 워즈 2
《헤일로 워즈 2》(Halo Wars 2)는 343 인더스트리와 크리에이티브 어셈블리가 개발한 실시간 전략(RTS) 비디오 게임이다. 이 게임은 마이크로소프트 스튜디오가 배급하였으며 2017년 2월 마이크로소프트 윈도우 기반 개인용 컴퓨터(PC)와 엑스박스 원 비디오 게임 콘솔을 대상으로 출시되었다. 이 게임의 배경은 2559년 헤일로 시리즈의 SF 우주이며 2009년 비디오 게임 헤일로 워즈의 후속작이다.
헤일로 워즈 2의 개발은 343 인더스트리가 타이틀 협업과 관련하여 크리에이티브 어셈블리에 접근했던 2014년에 시작되었다. 343 인더스트리는 프로젝트의 공동 작업을 위해 적절한 파트너를 선택하는 것에 대해 조심스러웠다. 이후 RTS 게임을 수년 간 개발한 결험이 있는 크리에이티브 어셈블리가 선정되었다. 헤일로 워즈 2의 스토리를 헤일로 시리즈의 메인 스토리라인과 더 근접하게 통합하려는 노력이 있었다.

## 평가
출시 이후 헤일로 워즈 2는 전문 평론가들로부터 대체적으로 긍정적인 평가를 받았다.

### 비디오
- Wolfkill, Kiki; O'Connor, Frank; Soto, Erika; Ayoub, Dan; Wilson, Dave; Grace, Kevin (2016년 7월 26일). 《Halo Wars 2 Panel - San Diego Comic-Con 2016》. 《Halo - YouTube》 (343 인더스트리). 2017년 3월 5일에 확인함.